# Pseudonympha namaquana
Pseudonympha namaquana är en fjärilsart som beskrevs av Van Son 1966. Pseudonympha namaquana ingår i släktet Pseudonympha och familjen praktfjärilar. Inga underarter finns listade.